# Dolph Schayes
Adolph Schayes (plus connu sous le nom de Dolph Schayes), né le 19 mai 1928 à New York et mort le 10 décembre 2015 à Syracuse, est un joueur américain de basket-ball, élu parmi les meilleurs joueurs du cinquantenaire de la NBA.

## Biographie
Dolph est né dans le Bronx à New York City, il est le fils de Tina Michel, une femme au foyer, et de Carl Schayes chauffeur de camion. Ses parents étaient des immigrants juifs roumains. 
Dolph Schayes joua en NCAA à New York University de 1944 à 1948. Il fut sacré champion NBA en 1955 et 12 fois All-Star entre 1948 et 1964 avec les Nationals de Syracuse, devenus en 1963 les 76ers de Philadelphie. 
À sa retraite, Schayes détenait les records de points marqués (18 438 points) et matchs joués (996). Il ne manqua pas une seule rencontre du 17 février 1952 au 26 décembre 1961, soit une suite de 706 matchs. 
Il a été élu au Basketball Hall of Fame. Il a aussi été élu entraîneur de l'année en 1966
Il est le père de l'ancien pivot NBA Danny Schayes.

## Statistiques
gras = ses meilleures performances

### Universitaires
Statistiques en université de Dolph Schayes
| Saison    | Équipe   | Matchs | % Tir | % LF | Pts/m. |
| --------- | -------- | ------ | ----- | ---- | ------ |
| 1944-1945 | NYU      | 11     | —     | —    | 10,5   |
| 1945-1946 | NYU      | 22     | —     | —    | 6,8    |
| 1946-1947 | NYU      | 21     | —     | —    | 9,3    |
| 1947-1948 | NYU      | 26     | 27,4  | 69,7 | 13,7   |
| Carrière  | Carrière | 80     | 27,4  | 69,7 | 10,2   |

### Professionnelles

#### Saison régulière
Légende :
| Champion NBA | Meilleur joueur de cette catégorie statistique de la saison |

Statistiques en saison régulière de Dolph Schayes
| Saison        | Équipe        | Matchs | Min./m | % Tir | % LF | Rbds/m. | Pass/m. | Pts/m. |
| ------------- | ------------- | ------ | ------ | ----- | ---- | ------- | ------- | ------ |
| 1949-1950     | Syracuse      | 64     | —      | 38,5  | 77,4 | —       | 4,0     | 16,8   |
| 1950-1951     | Syracuse      | 66     | —      | 35,7  | 75,2 | 16,4    | 3,8     | 17,0   |
| 1951-1952     | Syracuse      | 63     | 31,8   | 35,5  | 80,7 | 12,3    | 2,9     | 13,8   |
| 1952-1953     | Syracuse      | 71     | 37,6   | 37,4  | 82,7 | 13,0    | 3,2     | 17,8   |
| 1953-1954     | Syracuse      | 72     | 36,9   | 38,0  | 82,7 | 12,1    | 3,0     | 17,1   |
| 1954-1955     | Syracuse      | 72     | 35,1   | 38,3  | 83,3 | 12,3    | 3,0     | 18,5   |
| 1955-1956     | Syracuse      | 72     | 35,0   | 38,7  | 85,8 | 12,4    | 2,8     | 20,4   |
| 1956-1957     | Syracuse      | 72     | 39,6   | 37,9  | 90,4 | 14,0    | 3,2     | 22,5   |
| 1957-1958     | Syracuse      | 72     | 40,5   | 39,8  | 90,4 | 14,2    | 3,1     | 24,9   |
| 1958-1959     | Syracuse      | 72     | 36,7   | 38,7  | 86,4 | 13,4    | 2,5     | 21,3   |
| 1959-1960     | Syracuse      | 75     | 36,5   | 40,1  | 89,3 | 12,8    | 3,4     | 22,5   |
| 1960-1961     | Syracuse      | 79     | 38,1   | 37,2  | 86,8 | 12,8    | 3,7     | 23,6   |
| 1961-1962     | Syracuse      | 56     | 26,4   | 35,7  | 89,7 | 7,8     | 2,1     | 14,7   |
| 1962-1963     | Syracuse      | 66     | 21,8   | 38,8  | 87,9 | 5,7     | 2,7     | 9,5    |
| 1963-1964     | Philadelphie  | 24     | 21,8   | 30,8  | 80,7 | 4,6     | 2,0     | 5,6    |
| Carrière      | Carrière      | 996    | 34,4   | 38,0  | 84,9 | 12,1    | 3,1     | 18,5   |
| All-Star Game | All-Star Game | 11     | 24,8   | 44,0  | 84,0 | 9,5     | 1,5     | 12,5   |

#### Playoffs
Légende :
| Champion NBA | Meilleur joueur de cette catégorie statistique de la saison |

Statistiques en playoffs de Dolph Schayes
| Saison   | Équipe   | Matchs | Min./m | % Tir | % LF | Rbds/m. | Pass/m. | Pts/m. |
| -------- | -------- | ------ | ------ | ----- | ---- | ------- | ------- | ------ |
| 1950     | Syracuse | 11     | —      | 38,5  | 73,3 | —       | 2,5     | 17,1   |
| 1951     | Syracuse | 7      | —      | 44,8  | 76,6 | 14,6    | 2,9     | 20,4   |
| 1952     | Syracuse | 7      | 35,4   | 45,1  | 76,9 | 12,9    | 2,1     | 20,3   |
| 1953     | Syracuse | 2      | 29,0   | 25,0  | 76,9 | 8,5     | 0,5     | 9,0    |
| 1954     | Syracuse | 13     | 28,8   | 45,7  | 74,1 | 10,5    | 1,8     | 16,0   |
| 1955     | Syracuse | 11     | 33,0   | 35,9  | 84,0 | 12,8    | 3,6     | 19,0   |
| 1956     | Syracuse | 8      | 38,8   | 36,6  | 88,0 | 13,9    | 3,4     | 22,1   |
| 1957     | Syracuse | 5      | 43,0   | 30,5  | 89,1 | 18,0    | 2,8     | 21,4   |
| 1958     | Syracuse | 3      | 43,7   | 39,1  | 83,3 | 15,0    | 2,0     | 26,7   |
| 1959     | Syracuse | 9      | 39,0   | 40,0  | 91,6 | 13,0    | 4,6     | 28,2   |
| 1960     | Syracuse | 3      | 42,0   | 45,5  | 93,3 | 16,0    | 2,7     | 29,3   |
| 1961     | Syracuse | 8      | 38,5   | 33,6  | 90,0 | 11,4    | 2,6     | 20,6   |
| 1962     | Syracuse | 5      | 19,0   | 36,4  | 69,2 | 7,0     | 1,0     | 11,4   |
| 1963     | Syracuse | 5      | 21,6   | 45,5  | 91,7 | 5,6     | 1,4     | 10,2   |
| Carrière | Carrière | 97     | 34,0   | 39,0  | 82,5 | 12,2    | 2,6     | 19,5   |

## Pour approfondir